# Vulcani del Messico
- Bárcena o Villalobos (375 m), nell'isola Benedicto (Isole Revillagigedo, Colima).
- Ceboruco (2.280 m), nello Stato di Nayarit, 21°07′30″N 104°30′30″W.
- Cerro de Pinacate o Volcan Santa Clara (1.190 m), gruppo dei Picos de Pinacate, nel deserto di Sonora.
- Cerro Prieto (1.700 m), Bassa California 32°25′04.8″N 115°18′18″W.
- Chichinautzin o Ajusco (3.930 m), Città del Messico 19°04′48″N 99°07′48″W.
- Cofre de Perote (4.282 m), nello Stato di Veracruz 19°09′00″N 97°07′00″W.
- Coronado, Isola Coronado, Bassa California 29°05′N 113°32′W.
- Cuexcomate, Puebla, 19°04′14.7″N 98°14′05.7″W.
- Derrumbado Rojo, nello Stato di Puebla.
- El Chichón, detto anche El Chichonal (1.060 m), nello Stato di Chiapas 17°21′35″N 93°13′50″W.
- El Jorullo (1.330 m), nello Stato di Michoacán 18°58′19.2″N 101°43′04.8″W.
- Evermann (1.040 m), nell'isola Socorro (Colima).
- Holotepec (3.930 m), Messico.
- Iztaccíhuatl (5.200 m), negli Stati di Messico e Puebla, quinta vetta più alta del Nord America.
- Las Derrumbadas, Puebla 19°19′59″N 97°30′00″W.
- Malinche o Matlacuéyetl (4.460 m), negli Stati di Puebla e Tlaxcala (stato).
- Nevado de Colima (4.340 m), nello Stato di Jalisco.
- Nevado de Toluca (4.680 m), nello Stato del Messico.
- Otzelotzi (3.100 m), stato di Puebla, 18°35′55″N 97°15′25″W.
- Parícutin (3.170 m), in Michoacán.
- Pico de Orizaba o Citlatépetl (5.610 m), negli Stati di Veracruz e Puebla, terza vetta più alta del Nord America.
- Popocatépetl (5.452 m), negli Stati di Morelos, Messico e Puebla, quarta vetta più alta del Nord America.
- Sangangüey (2.340 m), Nayarit 21°26′28″N 104°43′53″W.
- Sierra Negra o Tliltépetl (4.621 m), Puebla.
- Tres Vírgenes (2.054 m), Bassa California del Sud 27°28′N 112°35′W.
- Tacaná (4.092 m), al confine tra Chiapas e Guatemala15°07′48″N 92°06′43″W.
- Volcán de Colima o Volcán de Fuego de Colima (3.860 m), Jalisco e Colima 19°30′47″N 103°37′04″W.
- Volcán de San Andrés, nello Stato di Michoacán.
- Volcán de San Martín (1.700 m), 18°34′00″N 95°12′00″W.
- Volcán de Tequila (3.000 m), Jalisco 20°48′00″N 103°51′00″W.